# Heraldyka kościelna

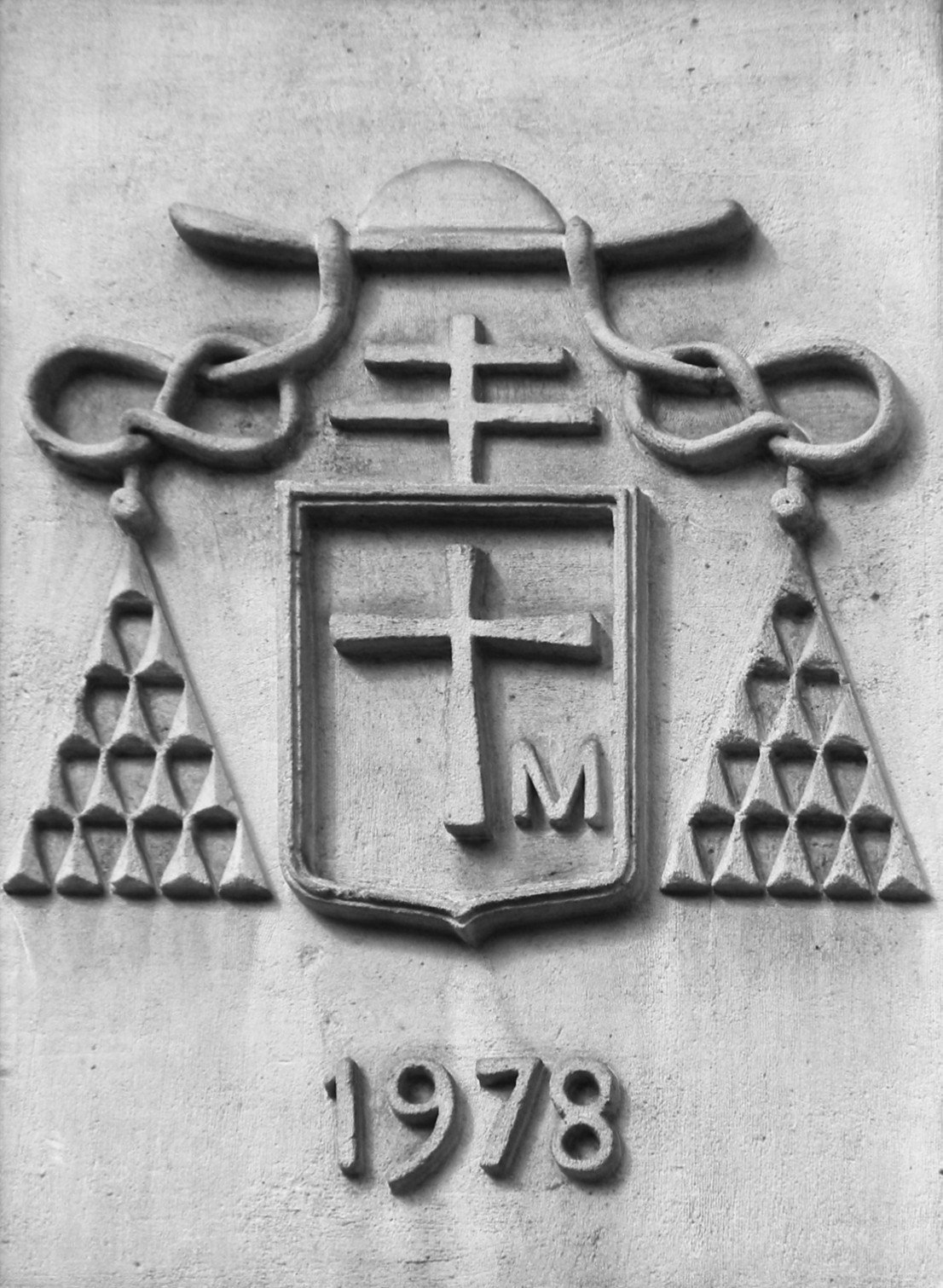
Herb kardynalski Karola Wojtyły.

Heraldyka kościelna – dział heraldyki, nauki pomocniczej historii zajmujący się herbami duchowieństwa, instytucji oraz organizacji kościelnych. Obejmuje on zarówno sprawy praktyczne jak i kwestie historyczne dotyczące tej tematyki. Specjalnym działem heraldyki kościelnej jest heraldyka papieska.
Początkowo używana do oznaczania dokumentów, rozwinęła się jako system identyfikacji osób i diecezji. Jest najbardziej sformalizowana w Kościele katolickim, gdzie większość biskupów, w tym papież, ma osobisty herb. Duchowieństwo w kościołach anglikańskich, luterańskich, wschodnich i prawosławnych przestrzega podobnych zwyczajów, podobnie jak instytucje takie jak szkoły i diecezje.
Heraldyka kościelna różni się znacznie od innych heraldyk w stosowaniu specjalnych insygniów wokół tarczy, aby wskazać rangę w kościele lub wyznaniu. Najbardziej znanym z tych insygniów jest kościelny kapelusz z niską koroną i szerokim rondem, zwykle rzymskie galero. Kolor i zdobienie tego kapelusza wskazują na rangę. Kardynałowie używają czerwonego kapelusza, biskupi i arcybiskupi zielonego, natomiast prezbiterzy, kanonicy i inni urzędnicy czarnego, zwykle z określoną liczbą chwostów, która rośnie wraz z rangą.
Inne insygnia to krzyż procesyjny oraz mitra biskupia i pastorał. Wschodnie tradycje sprzyjają używaniu własnego stylu nakrycia głowy i pastorału.  Motto i specyficzne kształty tarcz są bardziej powszechne w heraldyce kościelnej, podczas gdy trzymacze heraldyczne i klejnoty herbowe są mniej powszechne. Papieskie herby mają swoje własne zwyczaje heraldyczne, głównie papieską tiarę, klucze św. Piotra i umbraculum (parasol). Papież Benedykt XVI zastąpił papieską tiarę w swoim herbie specyficznym wzorem mitry, będąc pierwszym papieżem, który to uczynił, pomimo faktu, że papież Paweł VI był ostatnim papieżem koronowanym papieską tiarą. Herby instytucji kościelnych mają nieco inne zwyczaje, używają mitry i pastorału częściej niż ma to miejsce w herbach osobistych, chociaż różne kościoły znacznie się różnią w ich użyciu.

## Historia

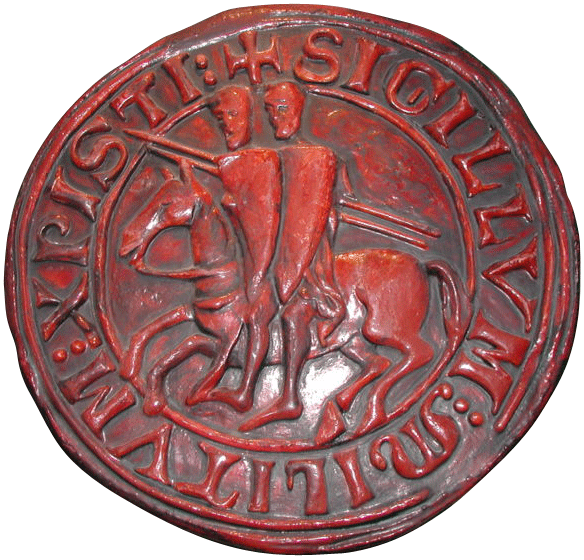
Kopia pieczęci templariuszy na wystawie w Pradze.

Heraldyka rozwinęła się w średniowiecznej Europie od końca XI wieku, początkowo jako system odznak osobistych. Te same insygnia były używane na pieczęciach do uwierzytelniania dokumentów. Najwcześniejsze pieczęcie nosiły podobiznę właściciela pieczęci. Z czasem pieczęcie zostały zredukowane do tarcz.
Kościół katolicki podobnie utożsamił autentyczność i własność dokumentów z pieczęciami, które zwykle były owalne, spiczaście zakończone, aby odróżnić je od okrągłych pieczęci użytku świeckiego. Ich kształt określany był jako „vesica piscis” lub po prostu „vesica” . W 1307 roku król Edward I Długonogi wydał dekret, na mocy którego wszystkie dokumenty prawne miały mieć pieczęć. Pieczęcie te pierwotnie przedstawiały osobę, ale ponieważ pieczęcie świeckie zaczęły przedstawiać tylko tarcze, duchowieństwo również używało pieczęci z insygniami. Osobiste pieczęcie biskupów i opatów były nadal używane pośmiertnie i stopniowo stały się bezosobowymi pieczęciami diecezji. Duchowni mieli tendencję do zastępowania elementów świeckich elementami duchownymi (tarcza została zachowana, ale hełmy i korony zostały zastąpione kapeluszami).

Róża Lutra

Heraldyka kościelna rozwinęła się znacząco w XVII wieku, kiedy wszedł do użytku system kapeluszy kościelnych przypisywany Pierre'owi Palliotowi. Pełny system emblematów wokół tarczy został uregulowany w motu proprio Inter multiplices curas z 21 lutego 1905 wydanego przez Piusa X. Uregulowano także skład samej tarczy. Po 1969 roku Annuario Pontificio zaprzestało publikowania herbów kardynałów i poprzednich papieży. Niektóre aspekty heraldyki kościelnej regulują międzynarodowe obyczaje i prawo krajowe, ale obecnie skład tarcz opiera się głównie na poradach ekspertów. Arcybiskup Bruno Heim stwierdził, że:

O heraldyce kościelnej decydują nie tylko względy heraldyczne, ale także czynniki doktrynalne, liturgiczne i kanoniczne. Nie tylko produkuje herby oznaczające członków stanu kościelnego, ale pokazuje rangę noszącego. [...] W oczach Kościoła wystarczy określić, kto ma prawo nosić herb kościelny i na jakich warunkach nabywa się lub traci różne insygnia.

Znakowanie dokumentów jest obecnie najpowszechniejszym użyciem herbów w Kościele. Herb rzymskokatolicki biskupa był dawniej malowany na miniaturowych beczkach wina i prezentowany podczas ceremonii święceń kapłańskich.
Podobny system dla Kościoła anglikańskiego został zatwierdzony w 1976 roku.

## Oznaki
Podobnie jak w przypadku herbów świeckich wokół tarczy herbowej umieszczane były i są różnorodne elementy zwykle pochodzenia religijnego lub liturgicznego, ale zdarzają się także świeckie.
Do najpowszechniejszych należą:
- tiara – oznaka godności papieskiej, przysługuje również patriarchom Lizbony
- klucze – złoty i srebrny za tarczą herbową – oznaka godności papieskiej, także w herbie kardynała kamerlinga
- ombrellino – czerwono-żółty parasol umieszczany nad herbem kardynała kamerlinga
- mitra (infuła) – oznaka godności arcybiskupa, biskupa, opata (ksieni), mistrza lub generała zakonu i infułata
- paliusz – oznaka godności metropolity
- kapelusz kardynalski („galero”) – początkowo oznaka godności kardynalskiej, od XVIII w. różnice w kolorach i liczbie chwostów (fiocchi) oznaczają inne urzędy kościelne
- biret
- krzyż łaciński za tarczą herbową – oznaka godności biskupiej, krzyż podwójny (patriarszy) - arcybiskupiej
- pastorał – oznaka godności arcybiskupa, biskupa, opata (ksieni), wielkiego mistrza zakonu i infułata, pastorał o podwójnej głowicy – oznaka godności hierarchów kościołów obrządków wschodnich
- laska przeorska lub kantorska
- różaniec – oznaka godności opata (ksieni), używany także w innych herbach, głównie zakonnych
- korona cierniowa
- miecz – oznaka hierarchy kościelnego sprawującego również władzę świecką, również używany w herbach hierarchów zakonów rycerskich

W 1915 Benedykt XV zakazał wszystkim duchownym wieszania orderów na łańcuchach pod tarczą herbową, którymi byli honorowani przez władców. Zakaz nie dotyczył jedynie odznak dwóch zakonów rycerskich:
- Zakonu św. Jana Jerozolimskiego
- Zakonu Grobu Świętego

Do 1951 w herbach występowały jeszcze korony książęce lub hrabiowskie, płaszcze herbowe, miecze i inne oznaki świeckie.
W 1969 Paweł VI nakazał aby herby duchownych były proste i czytelne oraz aby odpowiadały wymogom artystycznym. Zabronił również kardynałom i biskupom ozdabiania herbów mitrą i pastorałem i pozostawił jako jedyne ozdoby krzyż i kapelusz w odpowiednim kolorze.

## Heraldyka kościelna

### Papieże
Nad tarczą herbu papieskiego (do pontyfikatu Jana Pawła II) znajdowała się tiara - uroczyste nakrycie głowy, zazwyczaj kształtu stożkowatego, złote lub srebrne, ozdobione szlachetnymi kamieniami. Tiara wywodzi się z ceremonialnych nakryć głowy władców i kapłanów starożytnego Bliskiego Wschodu. Przyjęta przez biskupów Rzymu, do 1965 noszona była przez papieży przy wystąpieniach w charakterze głowy Kościoła. Forma tiary ewoluowała: do czasów papieża Bonifacego VIII (1294-1303) ozdobiona była jedną koroną, następnie aż do Benedykta XI albo Klemensa V (1303-1314) dwiema, potem trzema. Herb Benedykta XVI nie zawiera tiary, lecz infułę (mitrę).
Pod tarczę herbową podkładano krzyż papieski, czyli krzyż z trzema poprzecznymi ramionami. Jako insygnium władzy papieskiej występuje on od VI wieku.
Również pod tarczą herbową znajdują się dwa skrzyżowane klucze: złoty i srebrny. Te tak zwane klucze św. Piotra umieszcza się piórami ku górze. Są symbolem władzy i władcy, papieża jako następcy św. Piotra: "A Ja tobie powiadam, że tyś jest Piotr, a na tej opoce zbuduję kościół mój, a bramy piekielne nie zwyciężą go. I tobie dam klucze królestwa niebieskiego: cokolwiek zwiążesz na ziemi będzie związane i w niebiosach". [Mt.16, 18-19]. W znaczeniu symbolicznym, są to klucze do bramy czyśćcowej: klucz złoty to władza rozgrzeszania, klucz srebrny zaś to mądrość i wiedza teologiczna niezbędne do osądu ludzkich grzechów.

Dawny herb papieski
Obecny herb papieski

### Kardynałowie
Oznaką godności kardynalskiej jest kapelusz kardynalski w kolorze czerwonym. Kapelusze jako oznaki godności duchownych wprowadził papież Innocenty IV (1243-54) w 1245, w celu wyeliminowania używanych wówczas przez biskupów świeckich oznak godności - rycerskich hełmów i koron rangowych – jako znaków, które nie przystoją duchownym. W herbach duchownych kapelusze umieszczano nad tarczą. O godności kardynalskiej - oprócz purpurowego kapelusza - świadczyły chwosty (frędzle, wł. fiocchi), przymocowane przy pomocy plecionego sznura do szerokiego ronda kapelusza po obu jego stronach w pięciu rzędach: każdy następny rząd liczy o jeden frędzel więcej niż poprzedni. W sumie u kapelusza kardynalskiego umieszczano 30 chwostów, po 15 z każdej strony. Liczba chwostów w herbach dostojników kościelnych była jednak zmienną: spotykamy herby kardynalskie z zaledwie sześcioma chwostami. Pod tarczę herbową podkładano krzyż patriarszy o dwóch poprzecznych ramionach, będący oznaką godności kardynalskiej, a także arcybiskupiej. W czasie sediswakancji, czyli nieobsadzenia tronu papieskiego, jeden z kardynałów pełni funkcję Kamerlinga, czyli przełożonego administracji papieskiej. W jego herbie dodatkowo umieszcza się "conopoeum" (zasłonę tabernakulum), "namiot Kościoła" (rodzaj parasola umieszczony nad tarczą) oraz klucze św. Piotra.

Kardynał (arcybiskup metropolita)
Kardynał (arcybiskup)
Kardynał (biskup)
Kardynał (bez święceń biskupich)

Kamerling (arcybiskup)
Kamerling (biskup)

### Prymasi i patriarchowie
Osobne oznaki godności dla patriarchów Kościoła katolickiego wprowadzono edyktem papieskim z 3 listopada 1826. Przewidywał on dla patriarchów kapelusz zielony z 15 chwostami po każdej ze stron, zawieszonymi na złotym sznurze. Wśród herbów patriarszych spotykamy także specjalne oznaki godności, przysługujące konkretnym dostojnikom: patriarcha Jerozolimy, jako wielki mistrz Zakonu Grobu Bożego miał podłożony pod tarczę czerwony krzyż jerozolimski, patriarcha zaś Lizbony, od połowy XVIII wieku do swego herbu dodawał tiarę.

Prymas lub Patriarcha (niebędący kardynałem) z wplecioną złotą nicią
Prymas lub Patriarcha (niebędący kardynałem)
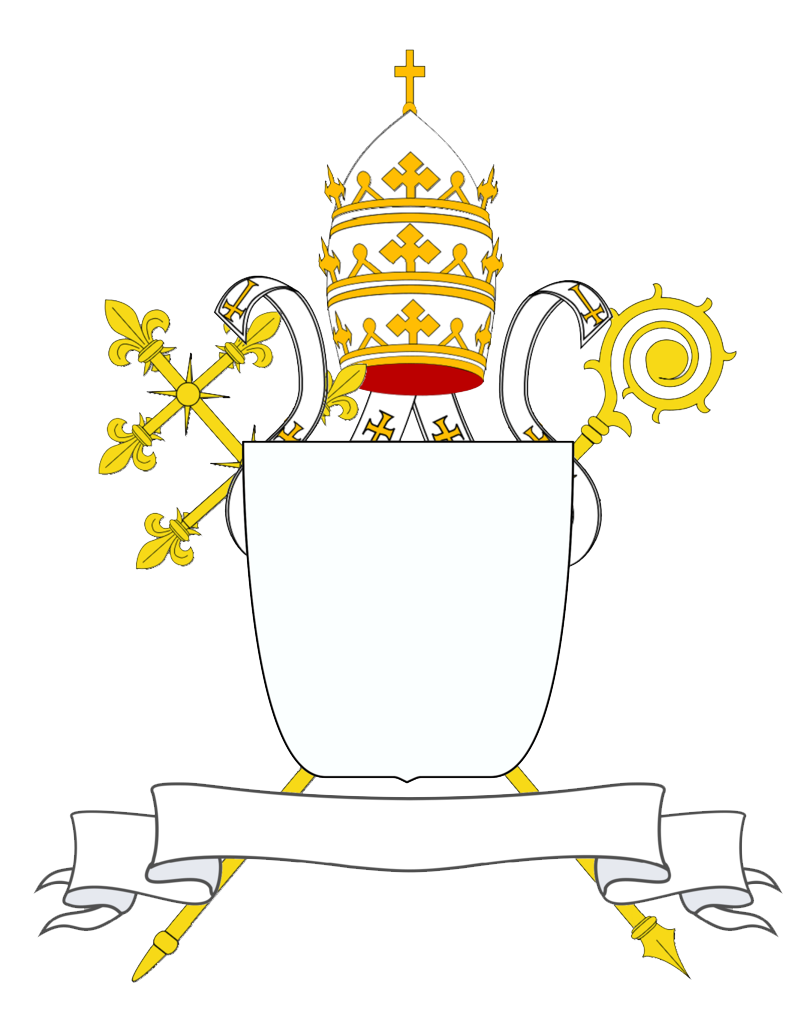
Patriarcha Lizbony (jedna z wersji herbu)
Chaldejski patriarcha Bagdadu
Patriarcha Kościoła katolickiego obrządku ormiańskiego

### Arcybiskupi i biskupi
Oznaką godności arcybiskupiej był również kapelusz, posiadający 20 chwostów (po 10 z każdej strony) w kolorze zielonym. Dodatkowo, pod tarczą heraldyczną podkładano krzyż podwójny (patriarszy), sam lub skrzyżowany z pastorałem.
Najczęściej używaną w heraldyce oznaką godności biskupiej była infuła. Infuła, jako ceremonialne nakrycie głowy, wprowadzona została w połowie XI wieku w postaci stosunkowo niskiej, stożkowatej czapki przeciętej przez środek; stopniowo infuła staje się coraz wyższa, z tyłu dodano dwie wstęgi (fanones). Jako oznaka godności infuła przysługiwała również niektórym opatom.
Drugim nakryciem głowy, częściej obecnie stosowanym w charakterze heraldycznej oznaki godności jest zielony  kapelusz kardynalski  o szerokim rondzie, do którego po obu stronach umocowane są  także zielone chwosty w liczbie 12 (po 6 z każdej strony). 
W herbach biskupich infułę lub kapelusz umieszczano nad tarczą herbową. Dodatkowymi oznakami godności były pastorał i krzyż łaciński skrzyżowane i podłożone pod tarczę. Pastorał, będący insygnium władzy duszpasterskiej i jurysdykcji biskupiej, wywodził się z długiej, zakrzywionej laski pasterskiej - biskup jest pasterzem wiernych. Jako insygnium biskupie pastorał znany jest od V wieku (Irlandia). W przypadku posiadania przez dostojnika Kościoła również świeckiej władzy książęcej, z pastorałem skrzyżowana była oznaka władzy świeckiej - miecz. Takich herbów używali w Polsce biskupi krakowscy. W rozbudowanej postaci herb dostojnika kościelnego mógł zawierać wszystkie wspomniane elementy: bezpośrednio nad tarczą herbową, na jej górnej krawędzi, znajdowała się infuła, oraz widoczne krzywaśń pastorału i głowica krzyża skrzyżowanych i podłożonych pod tarczę, nad nimi kapelusz, ozdobnie plecione sznury i odpowiednia liczba chwostów po obu stronach tarczy.
Biskupi kościoła anglikańskiego używają oznak podobnych do dawnych katolickich - tj. infuły nad tarczą, a w przypadku arcybiskupa infuły i skrzyżowanych za tarczą pastorałów.
Herby hierarchów Kościoła greckokatolickiego zamiast infuły mają charakterystyczną dla wschodnich kościołów bogato zdobioną mitrę.

#### Arcybiskupi

Arcybiskup metropolita
Arcybiskup (np. arcybiskup terytorialny, rezydencjonalny lub Arcybiskup ad personam)
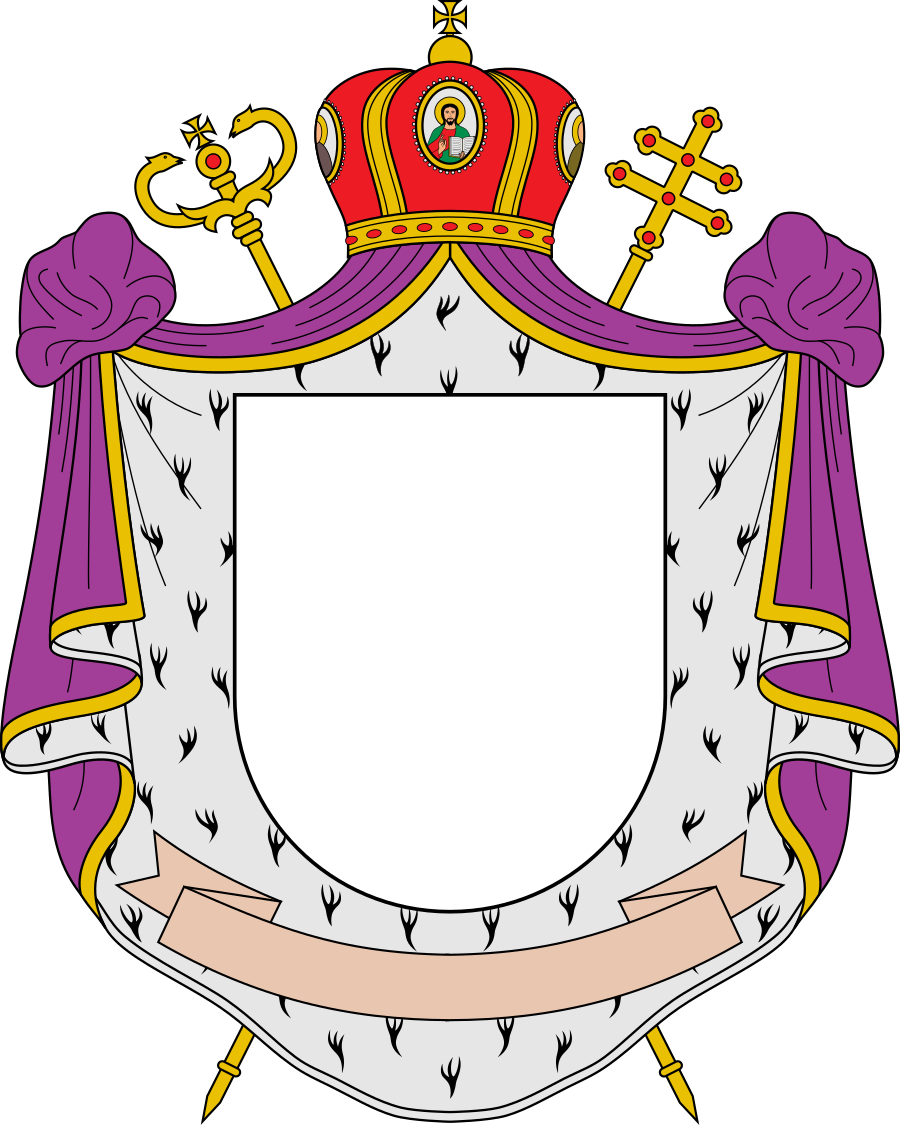
Arcybiskup obrządku bizantyjskiego

#### Biskupi

Biskup
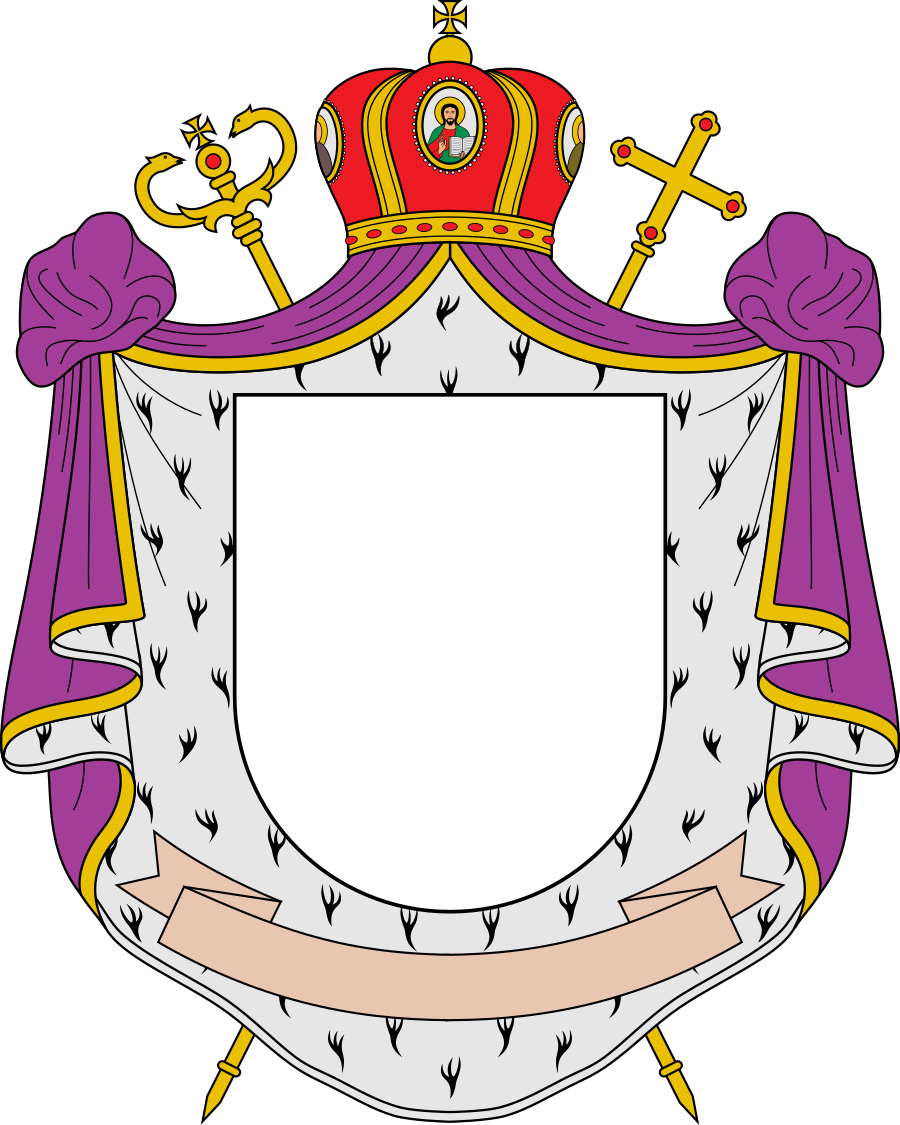
Biskup obrządku bizantyjskiego

Przypadki specjalne

Arcybiskup Salzburga
Arcybiskup Udine
Arcybiskup Strasburga
Herb biskupa Novara (podwójny krzyż z pięcioma czerwonymi kamieniami)

### Opaci i prałaci

Opat-prymas (zgromadzenia benedyktyńskie)
Opat terytorialny (posiadający uprawnienia ordynariusza na terenie opactwa)
Opat (bez uprawnień ordynariusza)
Opat norbertanów
Ksieni

Prałat papieski di fiocchetto (zniesiony przez Pawła VI w 1968 roku)
Protonotariusz apostolski de numero lub protonotariusz apostolski supra numerum zniesiony przez papieża Franciszka w 2014 roku
Prałat honorowy Jego Świątobliwości (zniesiony przez papieża Franciszka w 2014 roku)
Kapelan honorowy Jego Świątobliwości

### Pozostali duchowni

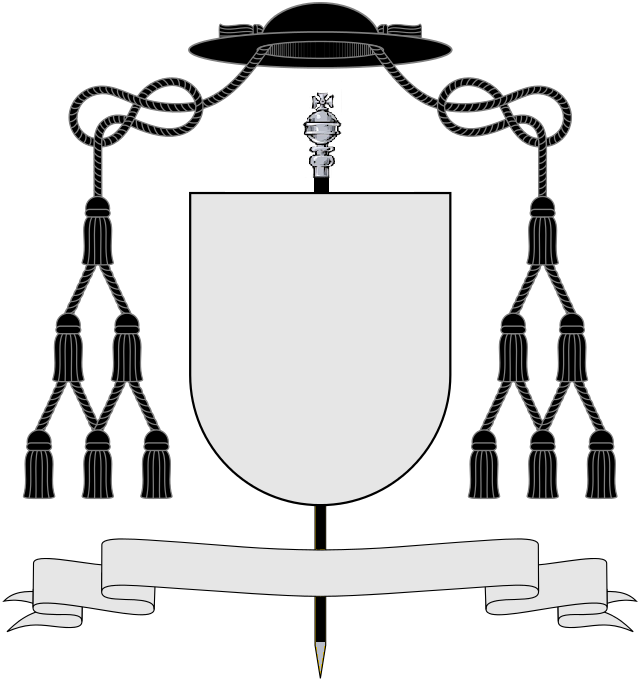
Prepozyt
Wikariusz generalny
Kanonik bazyliki większej
Kanonik
Dziekan

Kapelan
Prezbiter
Diakon

### Anglikanizm

#### Arcybiskupi i biskupi

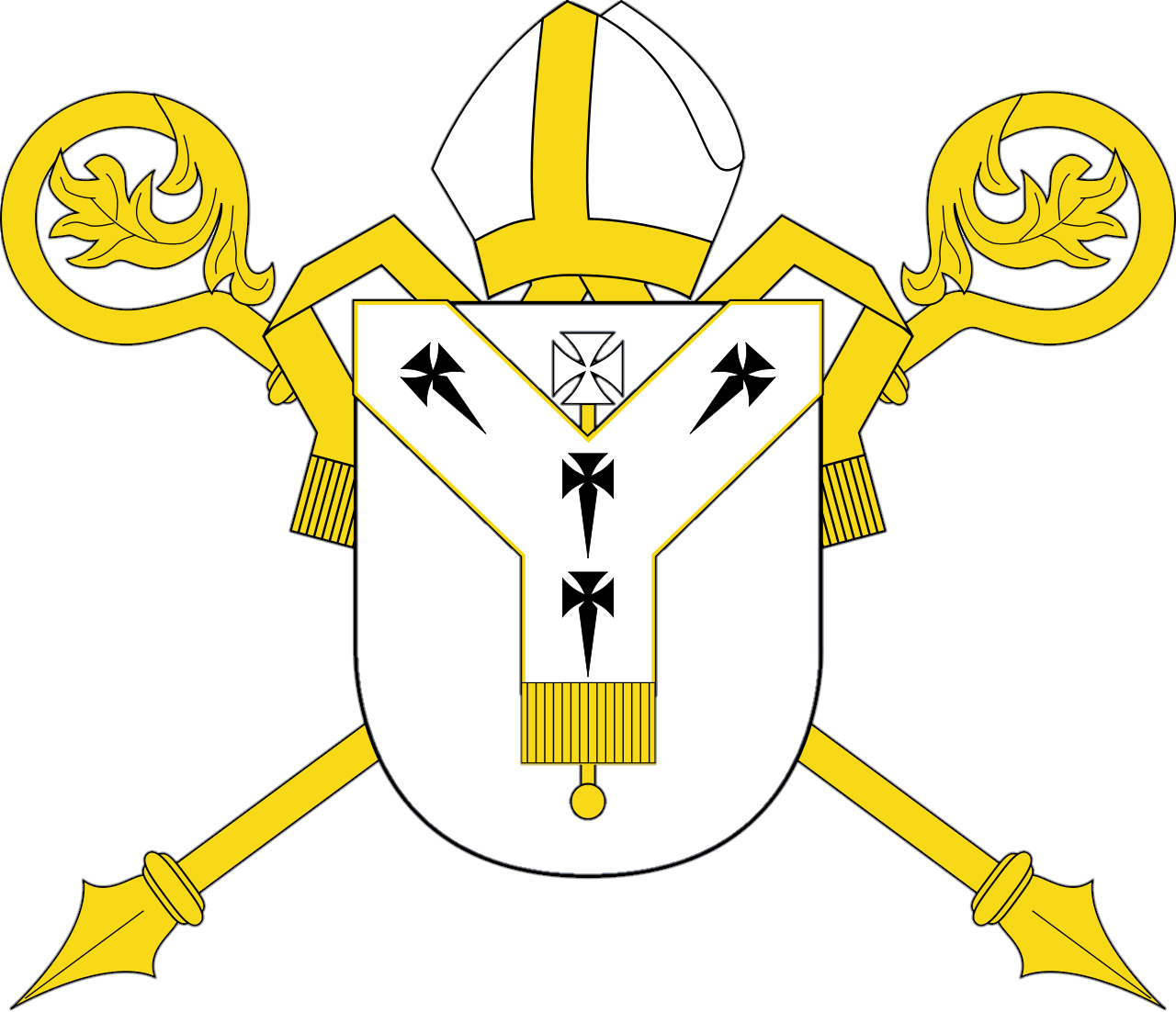
Arcybiskup anglikański
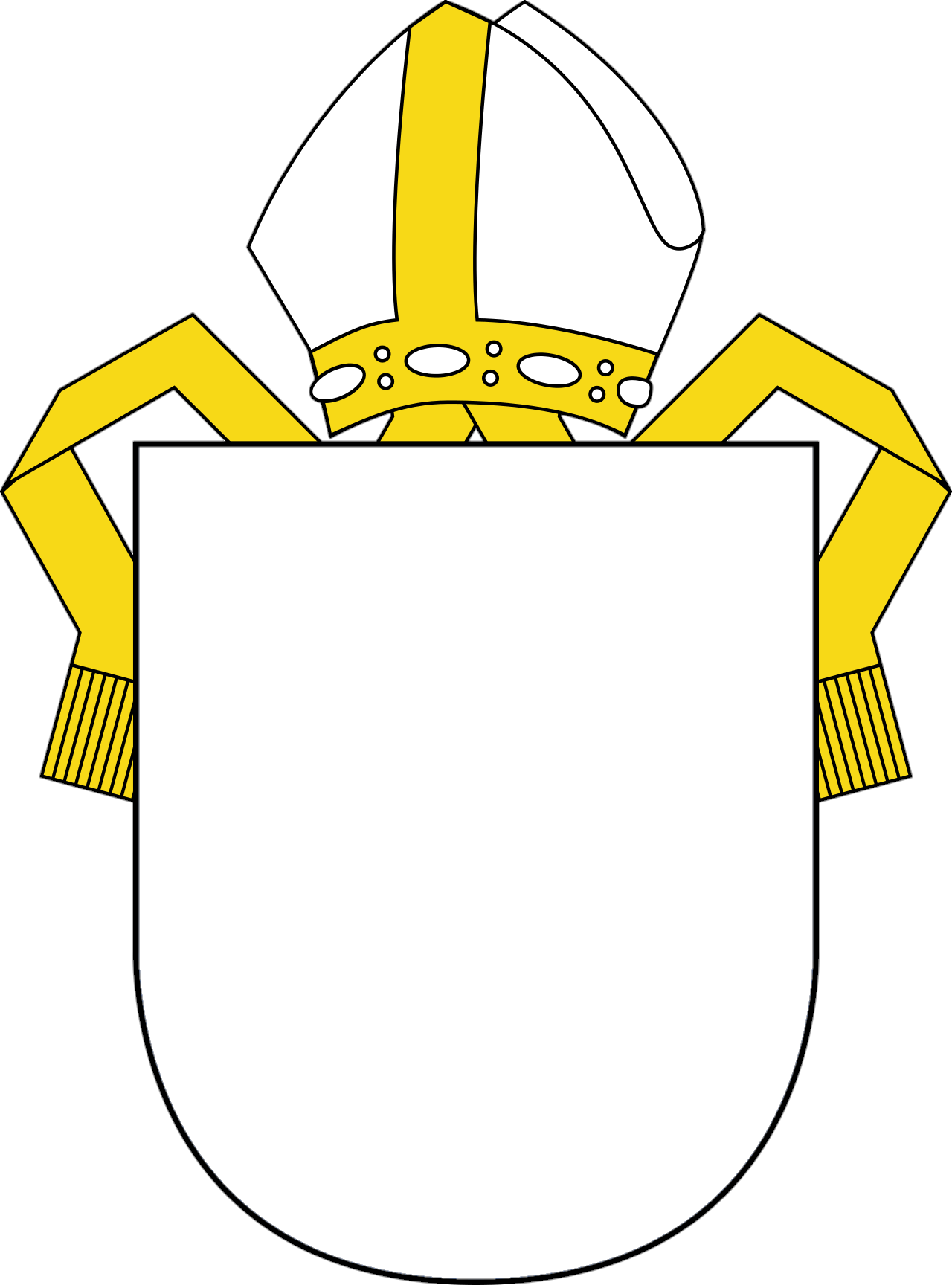
Biskup anglikański

#### Pozostali duchowni

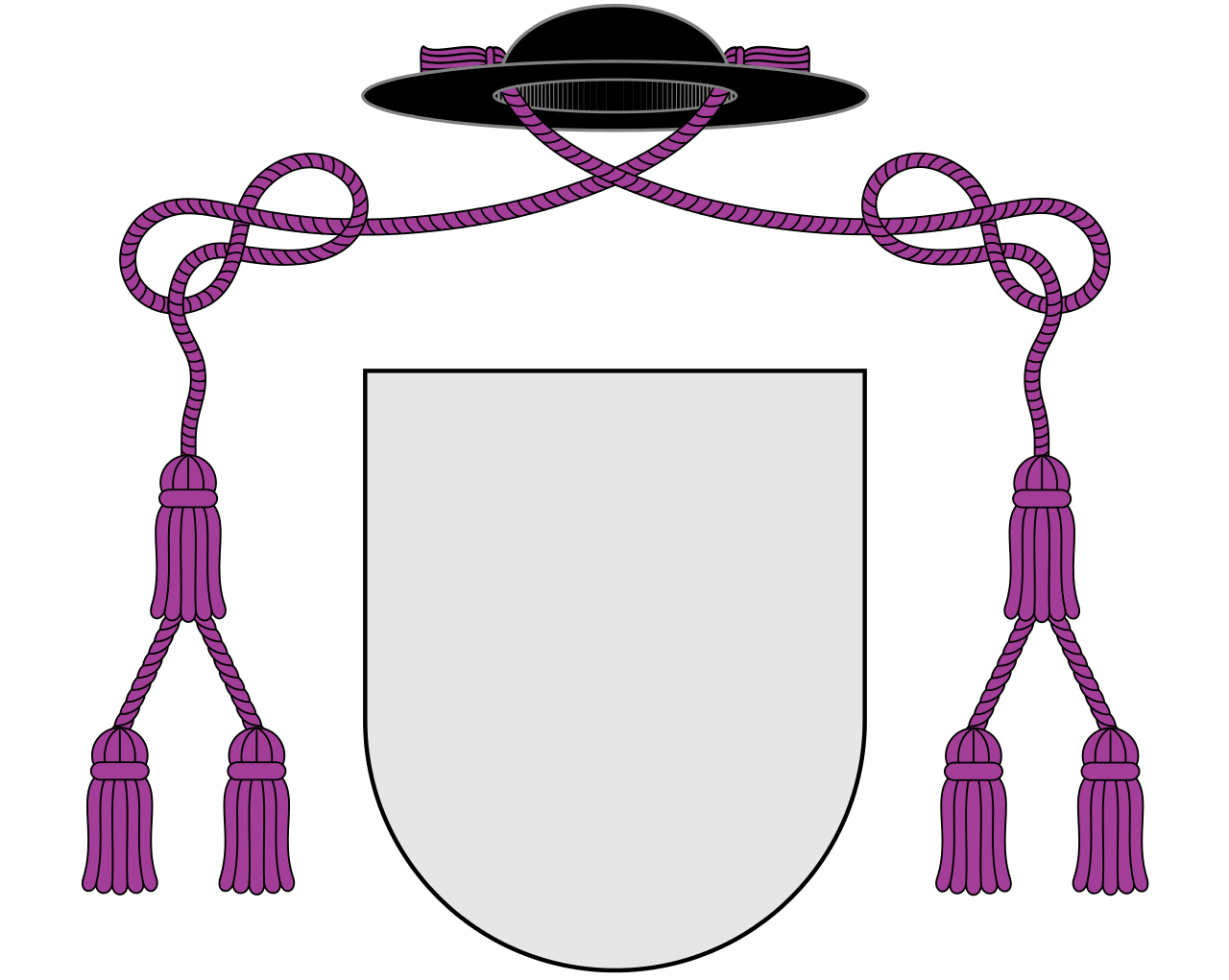
Archidiakon anglikański
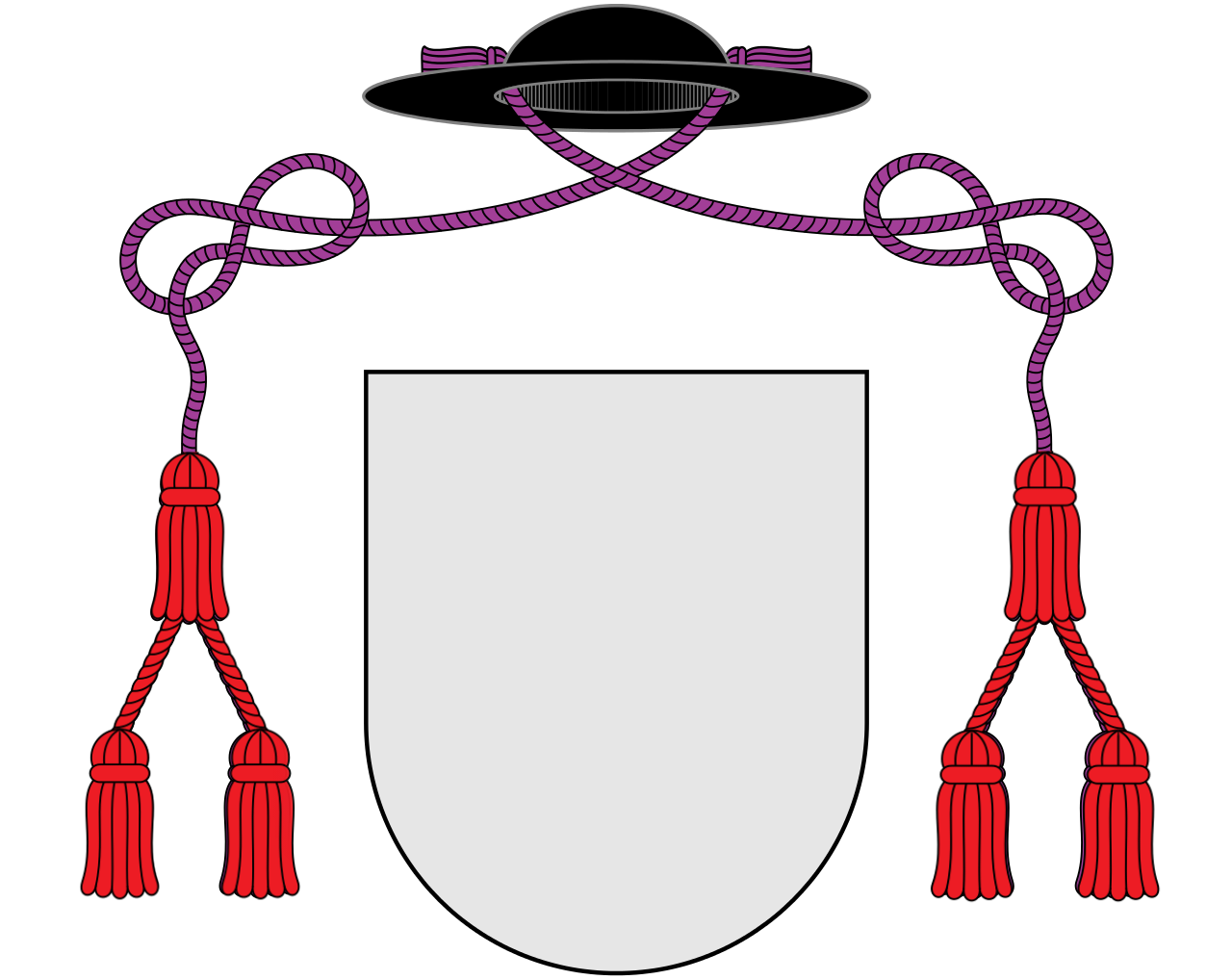
Dziekan anglikański
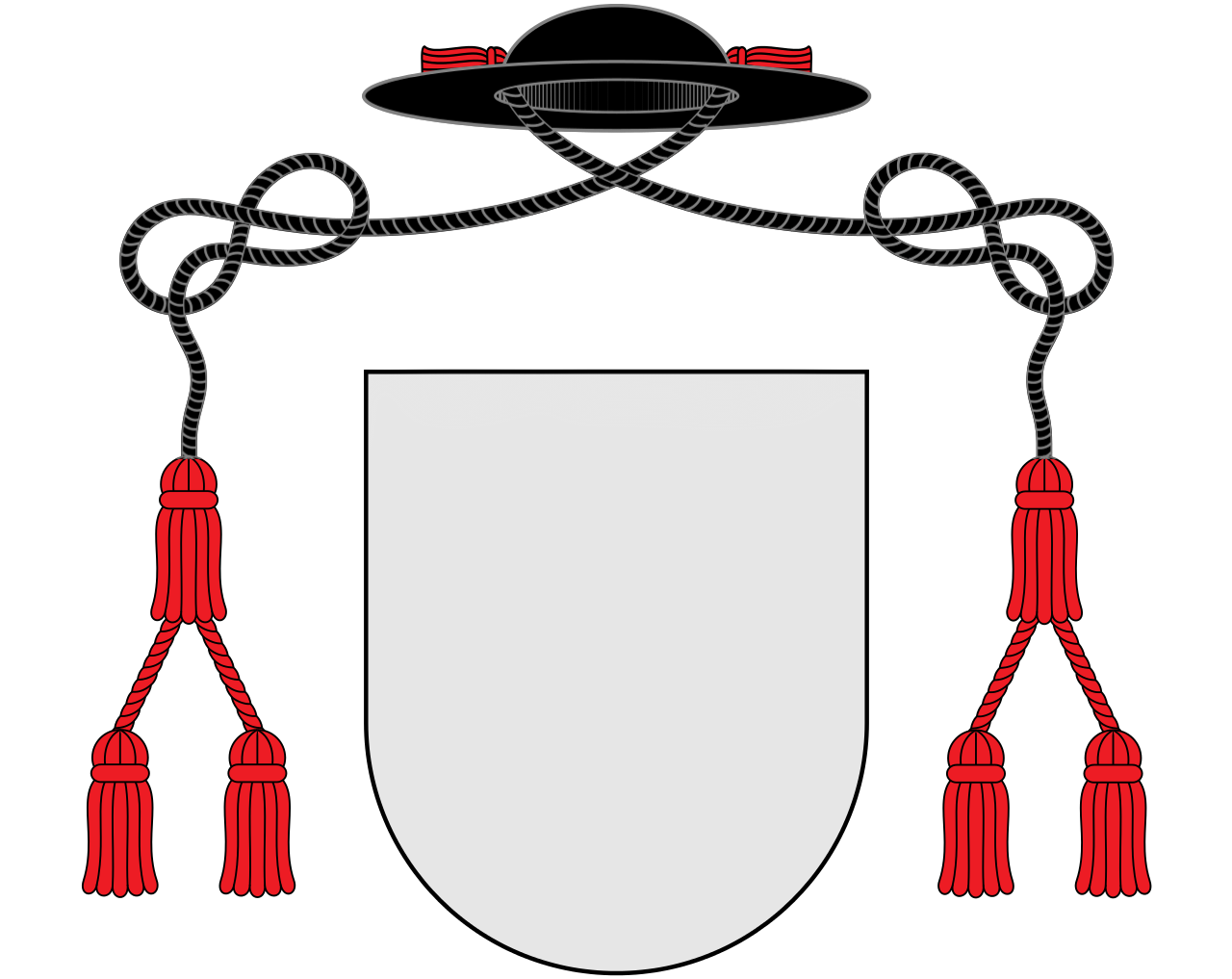
Kanonik anglikański
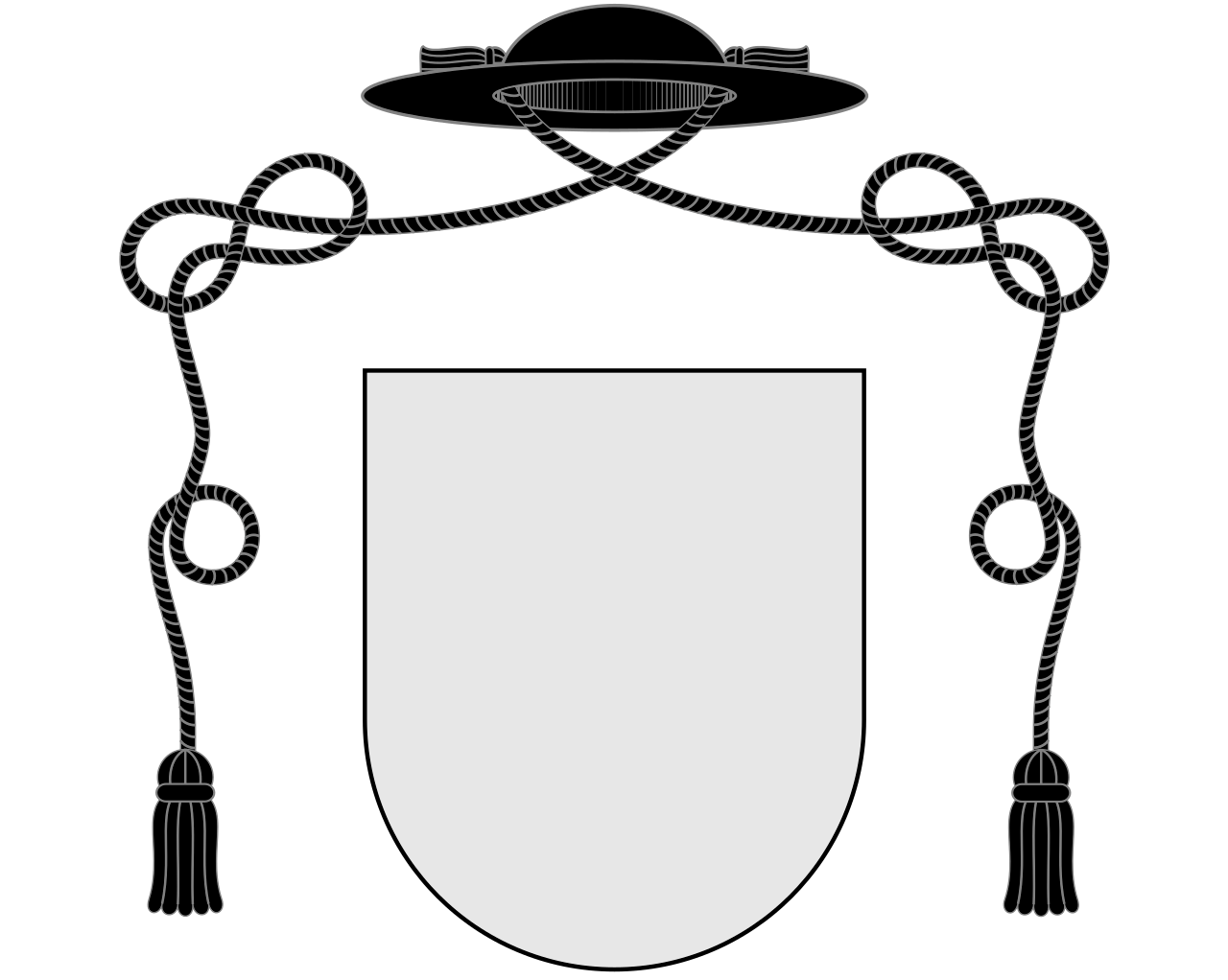
Pastor anglikański
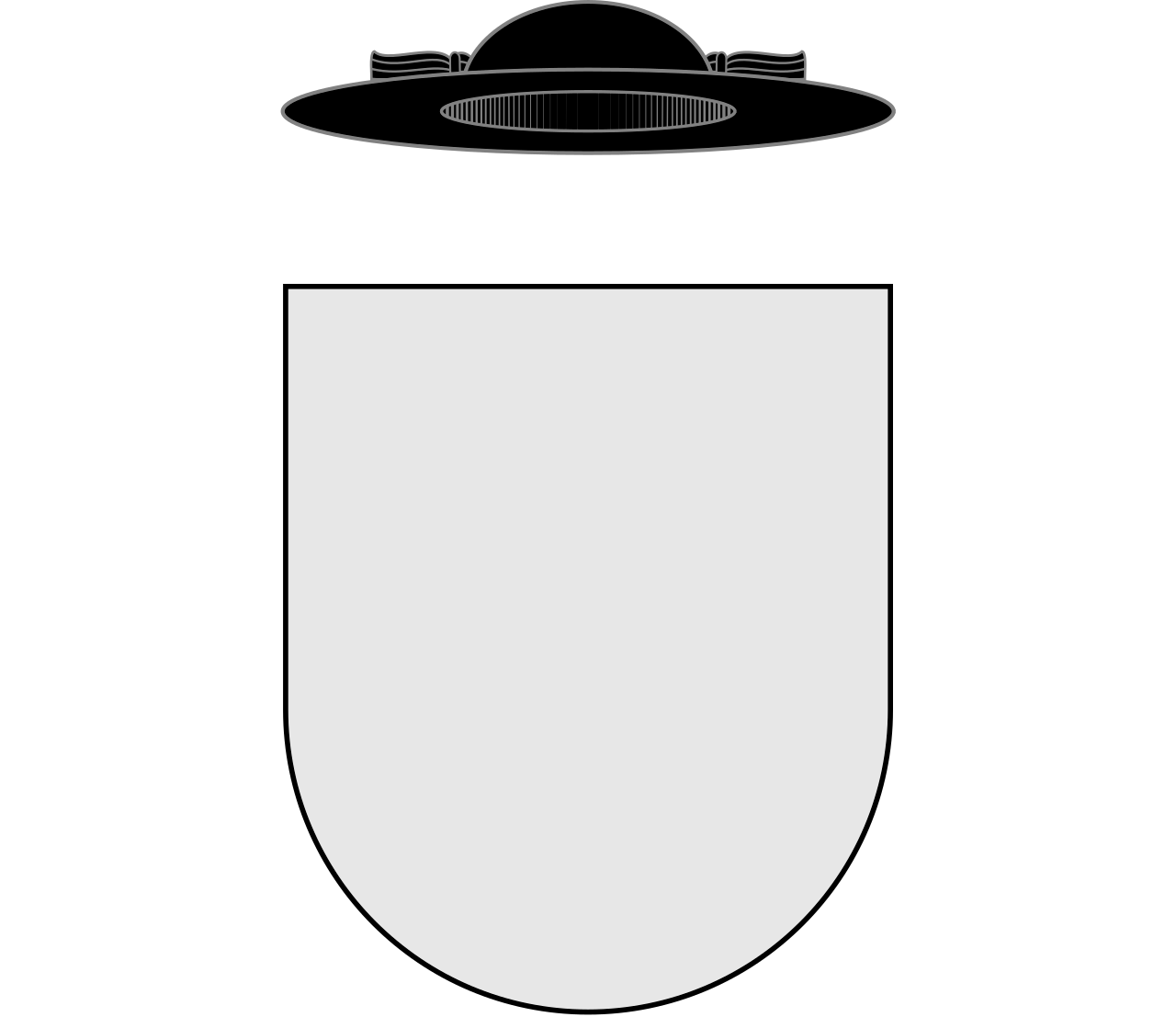
Diakon anglikański

## Herby zakonne
Godła i herby zakonne są bardzo wyraźnym wynikiem przenikania kultury świeckiej do świata duchownego. Przed okresem krucjat źródeł godeł zakonnych należy szukać w kancelariach zakonów – przede wszystkim na pieczęciach, których używano dla uwiarygodnienia dokumentów (m.in. podpisywanych wespół z władcami świeckimi: rozmaitych lokacji, donacji itp.).
W dobie pierwszych krucjat rycerze chrześcijańscy pochodzący z wielu księstw i królestw dla wzajemnego rozpoznania znaczyli się krzyżami. Powstanie zróżnicowanych zakonów rycerskich przyspieszyło przenikanie kultury rycerskiej do świata zakonnego, a wraz z nim wielu symboli, w tym i emblematów heraldycznych – sztandarów i proporców rycerskich oraz usposobienia płaszczy zakonnych do warunków bitewnych. W klasycznym okresie średniowiecza godła zakonów rycerskich, jako jedne z pierwszych, przyjmują postać ściśle heraldyczną, wpisując się na tarczę.
W zakonach nie-rycerskich proces heraldyzacji godeł także następuje, lecz z innych trochę przyczyn – administracyjnych, społecznych, prawnych. Zakony były właścicielami obszernych ziem, nieraz miast – posiadających swe własne herby. Wymogi kulturowe oraz społeczno-polityczny status zakonów wymagały, by ich godła przyjęły postać bardziej heraldyczną.
Jednak pełniły one funkcje dużo bardziej zbliżone do mieszczańskich i kupieckich gmerków. Pojawiały się na fasadach budynków, nad bramami, na tympanonach, nagrobkach, na sklepieniach budowli sakralnych i na obrazach. Nadal istniały i odgrywały ważną kancelaryjną rolę na pieczęciach, w dokumentach i korespondencji.
Analogiczne godła i herby powstawały dla innych zgromadzeń, wzorowanych na zakonnych (kolegiaty, kapituły, bractwa kościelne).
Wraz ze zmniejszeniem znaczenia zakonów rycerskich oraz końcem średniowiecznego rycerskiego etosu, herby zakonne pozostały w użyciu prawie wyłącznie kancelaryjnym. Wówczas w bardzo znaczący sposób odeszły od reguł klasycznej heraldyki i powróciły często do postaci czystego godła.
Dziś godło jest najczęściej jedynym elementem zakonnego układu heraldycznego, w przeciwieństwie do heraldyki np. szlacheckiej, w której godło pozostaje wpisane w szerszy układ elementów heraldycznych (tarcza, klejnot, labry itp.). W wielu nowych zakonach i zgromadzeniach godło przypomina bardziej swoiste logo.
Godła zakonne zawierają najczęściej ogólną symbolikę religijną (często występuje krzyż, symbole maryjne bądź chrystusowe, aniołowie), związaną z dziejami danego zakonu (atrybuty świętych), lub też symbole przyrodnicze bądź przedmiotowe. Często zawierają monogramy bądź całe dewizy, wpisane w godło na ogół bez zachowania reguł heraldycznych. Nie wszystkie zakony posiadają godła lub pełne herby.
Sposób zawinięcia/przebiegu sznurów oraz kształt i przebieg wstęgi nie są ściśle określone i pozostają sprawą indywidualnego wyboru. Często także są stosowane odstępstwa od niektórych powyższych zasad, na mocy tradycji bądź przywileju. Przykładowo, Generał zakonu norbertanów używa oznak (kapelusz, sznury, chwasty) w kolorze białym, natomiast Wielki Mistrz – opat zakonu krzyżackiego, używa chwastów w kolorze białym i czarnego kapelusza.

Wielki mistrz zakonu krzyżackiego
Cystersi
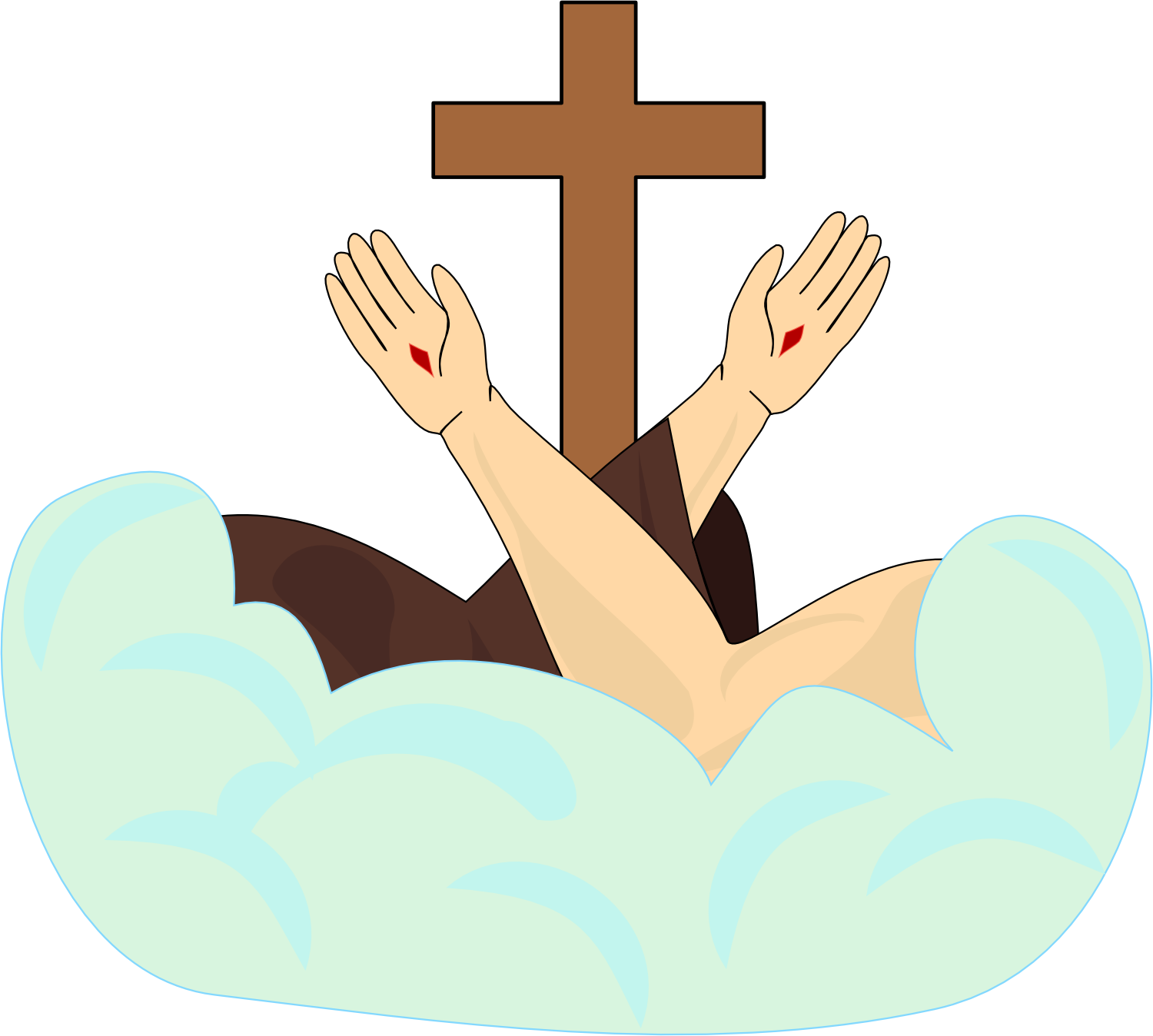
Godło Zakonu Braci Mniejszych (np. Franciszkanów)
Pallotyni